# La conversione di San Guglielmo duca d'Aquitania
Li prodigi della divina grazia nella conversione e morte di san Guglielmo duca d'Aquitania (poi anche semplificato in La conversione di San Guglielmo [duca d'Aquitania]) è un "dramma sacro" per musica in tre atti composto nel 1731 da Giovanni Battista Pergolesi, su testo di Ignazio Maria Mancini. Esso costituì il saggio finale degli studi dell'autore presso il Conservatorio dei Poveri di Gesù Cristo di Napoli.

## Vicende storiche
Nel 1731 giungevano a fine per il ventunenne Giovanni Battista Pergolesi i lunghi anni di studio come interno presso il Conservatorio dei Poveri di Gesù Cristo di Napoli, dove non aveva mancato di mettersi in luce, riuscendo anche a pagarsi le spese con le sue attività, di cantore prima e di violinista poi, prestate presso istituzioni religiose e salotti nobiliari. Nel 1729-1730 era stato 'capo paranza' (cioè primo violino) in un gruppo di strumentisti e, secondo una tarda testimonianza, erano stati soprattutto i Padri Filippini ad utilizzare regolarmente i suoi servigi artistici, così come quelli di altri 'mastricelli' (maestrini) del Conservatorio: fu proprio legata a questo ordine religioso la prima commessa importante che Pergolesi ottenne al momento dell'uscita dalla scuola, e, il 19 marzo 1731, nell'atrio della loro chiesa napoletana, oggi detta dei Girolamini, sede della Congregazione di San Giuseppe, fu eseguito l'oratorio in due parti su testo di Antonino Maria Paolucci, La fenice sul rogo, o vero La morte di San Giuseppe, il primo lavoro importante scritto dal compositore jesino. «Nell’estate seguente [poi] Pergolesi fu chiamato a musicare, come saggio finale degli studi, il dramma sacro in tre atti [...], Li prodigi della divina grazia nella conversione e morte di san Guglielmo duca d’Aquitania. La rappresentazione ebbe luogo nel chiostro del monastero di S. Agnello Maggiore che ospitava i canonici regolari del Salvatore.» Il libretto era stato fornito da «un curiale, l'avv. Ignazio Maria Mancini - Regio Consigliere del Tribunale di S. Chiara - che indulgeva in peccati poetici fra gli arcadi sotto il nome di Echione Cinerario. [...] Assistevano alla rappresentazione i frequentatori della Congregazione dei Filippini, ciò che vuol dire “mezza Napoli„, ed il successo fu tale che il Principe Colonna di Stigliano, scudiere del Vice Re di Napoli, e il Duca Carafa di Maddaloni - anch'essi presenti - assicurarono al “maestrino„ la loro protezione e l'apertura dei battenti del Teatro San Bartolomeo, allora uno dei più popolari e importanti della metropoli Partenopea», dove Pergolesi fu di lì a poco chiamato a musicare la sua prima opera seria, La Salustia.
Del San Guglielmo non ci è pervenuto l'autografo, ma i vari manoscritti ritrovati dànno conto di una certa diffusione di cui il dramma godette sicuramente per parecchi anni, e non solo a Napoli: nel 1742 esso fu ripreso anche a Roma, sia pure come oratorio e quindi espungendo le parti comiche presenti nell'originale, e ne fu pure pubblicato il libretto.
Il dramma sacro fu riportato alla luce per la prima volta, in forma scenica, nel 1942, in una rielaborazione "più consona al gusto attuale", curata da Corrado Pavolini e Riccardo Nielsen: esso fu rappresentato al Teatro dei Rozzi a Siena il 19 settembre 1942, e fu poi riproposto, apparentemente con una diversa messa in scena, il 18 ottobre successivo al Teatro San Carlo di Napoli. La direzione d'orchestra era attribuita in entrambi i casi ad Alceo Galliera, mentre la regia era curata a Siena da Pavolini e sarebbe stata invece affidata, a Napoli, a Marcello Govoni e Friedrich Schramm.
Il lavoro fu quindi ripreso nel 1986 in un'edizione critica elaborata da Gabriele Catalucci e Fabio Maestri sulla base del più antico dei manoscritti, quello reperibile presso il Conservatorio San Pietro a Majella di Napoli, l'unico in cui sia contenuto anche l'elemento comico rappresentato dal personaggio del capitano Cuòsemo. Il dramma fu anche eseguito in pubblico presso il Teatro Sociale di Amelia (e altrove), per la direzione dello stesso Fabio Maestri, e ne fu realizzata un'incisione discografica dal vivo. Tre anni dopo, nell'estate 1989, esso fu nuovamente ripreso, sempre non in forma scenica, al Festival della Valle d'Itria di Martina Franca, per la bacchetta di Marcello Panni e con la partecipazione di due future stelle del belcanto italiano, Michele Pertusi e Bruno Praticò. Nel 1997 nella chiesa di San Marco a Jesi Fabio Maestri diresse un'ulteriore riproposta, questa volta in forma drammatizzata, per la regia di Stefano Piacenti.
Nel 2016, al Festival Pergolesi Spontini di Jesi, il dramma di Pergolesi è stato riportato infine anche sul palcoscenico teatrale, nella revisione critica di Livio Aragona, sotto la direzione di Christophe Rousset e per la regia di Francesco Nappa.

## Caratteristiche artistiche e musicali

### Ilgenere
Il "dramma sacro" era un genere assai praticato nell'ambito della musica napoletana di inizio Settecento, e si andò sviluppando a fianco dell'opera buffa e, in una certa misura, del dramma per musica Esso si differenziava dall'oratorio contemporaneo, così come configurato da Alessandro Scarlatti, per la presenza fondamentale dell'azione scenica: si trattava cioè di un vero componimento drammatico, in tre atti, in cui si rappresentavano episodi edificanti delle sacre scritture o delle vite dei santi, con la presenza dell'elemento comico impersonato da figure di popolani che si esprimevano spesso in napoletano, che avevano problemi di reciproca comprensione quando parlavano con i personaggi più altolocati (come un santo o un angelo) ed ai quali dovevano essere minuziosamente spiegate, con cura, le questioni riguardanti la dottrina cristiana e la morale. Se, per certi aspetti, i motivi ispiratori di questo genere teatrale potevano richiamare gli autos sacramentales e le comedias de santos introdotti a Napoli durante la dominazione spagnola, tuttavia esso si rifaceva anche, in qualche modo, all'antica tradizione popolare delle sacre rappresentazioni, che significavano "religiosità tradizionale, intrisa di agiografica popolare e di gusto poco paludato", e già si erano caratterizzate per l'intervento di personaggi comici esprimentisi in dialetto, per i travestimenti continui e l'immancabile conversione dei protagonisti. I drammi sacri non erano destinati ai teatri, ma ad ambienti annessi ai luoghi di culto, come chiostri o sagrati, o anche ai cortili dei palazzi nobiliari, e venivano prodotti principalmente nell'ambito dei conservatorî: alla loro realizzazione erano chiamati ad intervenire, in sede sia di composizione sia anche d'interpretazione, gli studenti, i quali così «apprendevano le tecniche della produzione scenica più aggiornata». Tale tradizione didattica, che risaliva almeno al 1656, aveva trovato uno dei momenti culminanti, all'inizio del secolo, nel dramma Li prodigi della Divina Misericordia verso li devoti del glorioso Sant'Antonio da Padova, di Francesco Durante, destinato ad assumere in seguito funzioni di insegnante nel Conservatorio dei Poveri di Gesù Cristo e a diventare il maggiore dei maestri riconosciuti di Pergolesi.

### Libretto e struttura

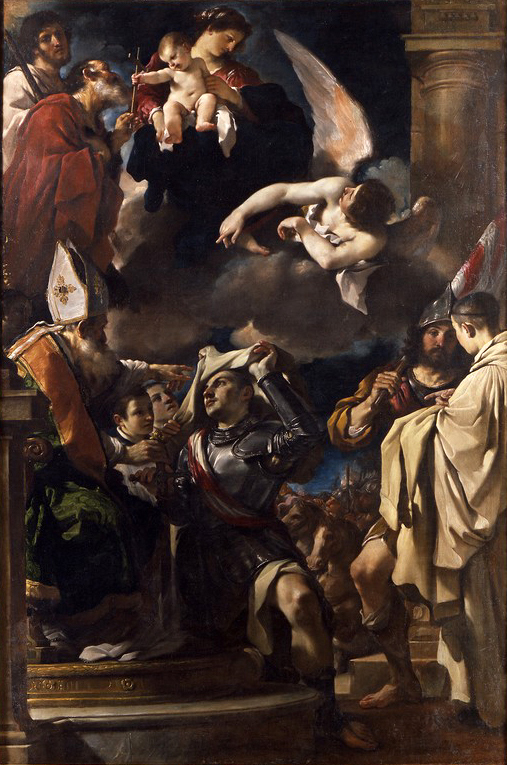
Guercino, La vestizione di san Guglielmo, 1620

Al compositore marchigiano fu affidato nel 1731 l'incarico di porre in musica un intero dramma sacro, quale componimento finale del suo corso di studi al Conservatorio, così come era accaduto, poco meno di vent'anni prima, anche ai giovani Leonardo Leo e Francesco Feo al Conservatorio della Pietà dei Turchini. Il libretto, fornito dall'avvocato Mancini e peraltro definito "poesia (di) anonimo" nella più antica partitura manoscritta pervenutaci, faceva riferimento alla figura leggendaria di San Guglielmo d'Aquitania, collocata all'epoca delle lotte religiose tra papa Innocenzo II e l'antipapa Anacleto II. In effetti, come ben chiarisce Lucia Fava nella sua recensione della produzione jesina del 2016:
Se la trama prende spunto da un evento storico, quello dei contrasti all’interno della Chiesa tra Anacleto ed Innocenzo, nella figura di San Guglielmo convergono le biografie di tre diversi “Guglielmi”: Guglielmo X duca d’Aquitania e conte di Poitiers, legato effettivamente alla figura di San Bernardo; Guglielmo di Gellone, anch’egli duca d’Aquitania, che dopo una vita dedicata alle armi e alla lotta contro i Saraceni si ritirò a vita monastica; e Guglielmo di Malavalle, che coronò la sua esistenza dedita all’eresia e alla lussuria con un pellegrinaggio a Gerusalemme e con l’eremitaggio. La contaminazione di queste tre figure è frutto di una tradizione agiografica già consolidata all’epoca della stesura del libretto, e non invenzione di Mancini.
Nel dramma intervengono sette personaggi, cinque dei quali, quelli di rango sociale più elevato e di caratteristiche più spirituali, sono affidati a voci acute (soprani), le fonti non chiariscono se si trattasse di castrati o di cantanti di sesso femminile. Gli altri due ruoli, invece, quello popolaresco di capitan Cuòsemo, militare al seguito del Duca di Aquitania (di cui segue, recalcitrando, il percorso salvifico), e quello del diavolo, sono affidati a due voci di basso. Al personaggio di Alberto, che corrisponde verosimilmente alla figura storica del discepolo prediletto di Guglielmo di Malavalle, sono affidate solo poche battute di recitativo nel terzo atto (ed in effetti tale parsonaggio non figura neppure nella distribuzione dei ruoli resa pubblica in occasione dell'edizione jesina del 2016). I personaggi di San Bernardo e di padre Arsenio, in quanto figuranti nel dramma in momenti diversi (rispettivamente nel primo e nel secondo atto) sono probabilmente destinati allo stesso interprete, assumendo così, nel loro insieme, un rilievo interpretativo equivalente a quello degli altri personaggi: a ciascuno risultano così affidate tre arie, ridotte a due per il ruolo del titolo ed elevate a quattro per quello più pirotecnico dell'angelo. Nella partitura giacente presso la Biblioteca civica Giovanni Canna di Casale Monferrato, che segue alla lettera il libretto oratoriale pubblicato a Roma nel 1742, esiste anche una terza aria per Guglielmo, la quale varrebbe a riequilibrare la distribuzione dei pezzi a favore del personaggio teoricamente più importante, ma, a detta di Catalucci e Maestri, essa è di difficile collocazione nel quadro dell'azione drammatica risultante dal manoscritto di Napoli.
Complessivamente, senza tener conto dell'aria aggiuntiva per Guglielmo, la struttura del dramma si articola nelle seguenti parti:
una sinfonia avanti l'opera,
quindici arie,
quattro duetti,
un quartetto,
recitativi secchi,
due recitativi accompagnati.

### La musica
Per quanto riguarda la dimensione musicale, rileva ancora Lucia Fava:
[...] la dimensione comica non si limita alla presenza di Cuosemo, perché anche i continui travestimenti che si susseguono e che riguardano di volta in volta il Capitano, l’Angelo e soprattutto il Demonio rinviano a situazioni tipiche dell’opera buffa, così come gli stilemi musicali di alcune arie di quest’ultimo personaggio o di San Bernardo.
Duplice è naturalmente il codice compositivo utilizzato dall’esordiente Pergolesi, che differenzia drasticamente le arie destinate ai personaggi seri, virtuosistiche e col da capo, ora patetiche, ora piene di fierezza, ora sentenziose, ora drammatiche, la maggior parte “parlanti”, tanto da creare un certo dinamismo nell'evoluzione della vicenda, e quelle destinate ai comici, sillabiche, ricche di ripetizioni, di monosillabi e di onomatopee.

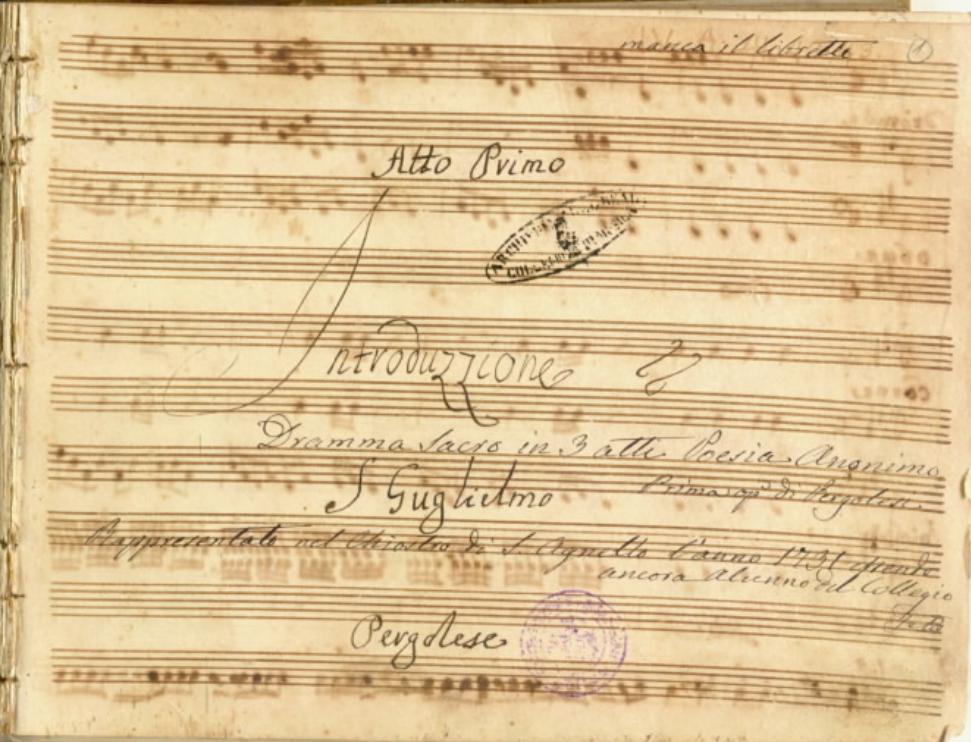
Prima pagina della partitura manoscritta completa
(Conservatorio di musica San Pietro a Majella - Napoli)

Una parte della musica risulta condivisa con L'Olimpiade, l'opera seria che il musicista avrebbe composto per Roma poco più di tre anni dopo. Si tratta in particolare dei seguenti brani:
- la sinfonia;[20]
- l'assolo dell'Angelo "Fremi pur quanto vuoi" nel secondo atto, che corrisponde all'aria di Aristea "Tu di saper procura" nel primo atto dell'Olimpiade;[21]
- il duetto "Di pace e di contento" tra San Guglielmo e padre Arsenio, alla fine del secondo atto, cui corrisponde l'unico duetto dell'Olimpiade, collocato alla fine del primo atto, "Ne' giorni tuoi felici", tra Megacle e Aristea.[22]

Tenuto conto del semplice dato cronologico, le fonti generaliste, tra cui quelle citate poc'anzi in nota, hanno spesso parlato di autoimprestiti da parte di Pergolesi, dal San Guglielmo all'Olimpiade. Dato però che, come già osservato, non risulta conservata la partitura originale autografa del primo, è peraltro possibile che si tratti in effetti della successiva trasmigrazione di musiche dell'opera in più tarde riprese napoletane del dramma sacro. Catalucci e Maestri, che scrivevano negli anni ottanta del Novecento, sembravano propendere per questa seconda ipotesi laddove sostenevano che «il testo del duetto è diverso ma nell'opera la disposizione degli accenti ci pare adattarsi con maggior naturalezza alla linea musicale». Lucia Fava, che scrive trent'anni dopo, sostiene invece con decisione che, al contrario di quanto «si ipotizzò per un certo tempo, vista la natura di manoscritto non autografo dell’unica fonte», l'ipotesi dell'automprestito risulterebbe quella più vicina alla realtà. Il duetto, comunque, nella versione mutuata dall'Olimpiade, rimase "celeberrimo per tutto il Settecento", e Rousseau lo portò addirittura ad archetipo del genere, nella specifica voce ("Duo") del suo Dictionnaire de musique.

## Trama

### Antefatto
Questo è l'«Argomento», come riportato nel libretto edito a Roma da Zempel nel 1742.

Sostenea Guglielmo duca d’Aquitania le parti di Anacleto antipapa contro il legittimo pontefice Innocenzo II; e scacciati avea dalle lor sedi i vescovi del suo dominio, seguaci del vero successor di San Pietro. Portatosi il grande abate di Chiaravalle San Bernardo negli stati di quel principe, non solamente lo ridusse all’ubbidienza del vicario di Cristo, e alla restituzione dei vescovi nelle lor sedi, ma ancora all’abbandono del mondo, e ad un’asprissima penitenza (ex Surio, tomo I).

### Atto primo
Guglielmo ha condannato all'esilio il vescovo di Poitiers che rifiuta di abbandonare il papa legittimo, allorché si presenta alla sua corte Bernardo di Chiaravalle, il più famoso predicatore dell'epoca, con l'intento di ricondurlo all'ovile della chiesa legittima. Attorno ai due si muovono, oltre al capitano Cuòsemo, un diavolo e un angelo, travestiti il primo inizialmente da messaggero e poi da consigliere (col nome di Ridolfo), il secondo da paggio (col nome di Albinio), i quali tentando di influire sulle scelte del duca, ciascuno secondo i propri segreti intendimenti.
Nonostante le esortazioni di Bernardo, il duca sembra rimanere irremovibile (arie di Guglielmo, "Ch'io muti consiglio", e di Bernardo, "Dio s'offende") ed invia il capitano Cuòsemo e Ridolfo (il demonio) a curare l'esecuzione del suo bando contro i vescovi ribelli. I due però vengono fermati dall'angelo che lancia dure parole contro il suo avversario (aria, "Abbassa l'orgoglio") destando lo sconcerto del povero Cuòsemo, al quale non resta che vantare comicamente il suo valore di fronte al diavolo (aria, "Si vedisse ccà dinto a 'sto core"). Questi è pur tuttavia soddisfatto per i progressi compiuti dalle sue trame (aria, "A fondar le mie grandezze").
Guglielmo, che sembra aver definitivamente abbracciato la causa della guerra contro il papa, chiede ad Albinio (l'angelo) di essere rallegrato con una canzone: l'angelo ne approfitta per richiamarlo ancora al suo dovere di cristiano e gli intona un'aria che consiste nell'esortazione ad un'agnella a ritornare all'ovile ("Dove mai raminga vai"). Guglielmo si accorge del simbolismo, ma proclama che lui, al par di quell'agnella, "ama la libertà più che la vita".
Quando però Bernardo torna nuovamente all'attacco con la sua predicazione (recitativo accompagnato e aria, "Così dunque si teme?... Come non pensi"), la risolutezza di Guglielmo vacilla e nel suo animo si fa strada il pentimento. L'atto si conclude con un quartetto nel corso del quale si consuma la conversione del duca, tra la soddisfazione di Bernardo e dell'angelo, e l'orrore del demonio ("Cieco che non vid'io").

### Atto secondo
L'azione si volge in un paesaggio montano e deserto dove Guglielmo sta vagando per cercare consiglio presso l'eremita Arsenio. Trova invece il demonio, che ha assunto le sembianze dell'eremita, il quale cerca di indurlo ad un nuovo ripensamento, facendo leva sul suo orgoglio di guerriero (aria, "Se mai viene in campo armato"). L'intervento tempestivo dell'angelo, sotto le spoglie questa volta di un pastorello, vale però a smascherare il demonio e ad indicare a Guglielmo la strada per raggiungere il vero Arsenio (aria, "Fremi pur quanto vuoi").
Il capitan Cuòsemo, che ha seguito il suo signore sulla strada del pentimento e del pellegrinaggio, mendica un pezzo di pane al presunto eremita, ottenendone però soltanto scherno e rifiuto (duetto, "Chi fa bene?"). Un nuovo intervento dell'angelo smaschera però di nuovo il demonio e lo scaccia, lasciando così Cuòsemo ad inveire contro di lui (aria, "Se n'era venuto lo tristo forfante"), prima di continuare la sua questua.
Guglielmo incontra finalmente il vero padre Arsenio il quale gli descrive gli aspetti positivi della vita eremitica e lo invita a lasciare il secolo (aria, "Tra fronda e fronda"). L'atto di conclude in un emozionato duetto tra i due uomini ("Di pace di contento").

### Atto terzo
Guglielmo, ottenuto il perdono del papa, è in procinto di ritirarsi in convento in una remota parte di Italia, quando il richiamo dei tempi andati lo induce a lasciarsi coinvolgere in una battaglia che si sta svolgendo nelle vicinanze. Cuòsemo intanto, divenuto frate nel convento fondato da Guglielmo, si lamenta delle privazioni della vita monastica e viene di nuovo tentato dal diavolo, che gli appare questa volta come puro spirito, mettendogli di fronte l'alternativa secca tra il ritorno alla vita di soldato e la morte di fame che lo aspetta sicuramente nella sua nuova condizione (duetto, "So' impazzuto, che m'è dato?).
Guglielmo è rimasto accecato nella battaglia e, oppresso dal senso di colpa, si trova immerso un'altra volta nella disperazione (recitativo accompagnato e aria, "È dover che le luci… Manca la guida al piè"), ma l'angelo interviene di nuovo e gli restituisce la vista, affinché possa "raccoglier ... compagni e imitatori". È poi però la volta del demonio. Questi gli appare come l'ombra del defunto suo padre e gli ingiunge a riprendersi il trono di Aquitania, richiamandolo ai doveri verso i suoi sudditi. Questa volta Guglielmo è irremovibile destando l'ira del maligno che chiama i suoi fratelli diavoli a flagellarlo (aria, "A sfogar lo sdegno mio"), ma è di nuovo l'angelo a intervenire mettendo in fuga gli spiriti infernali.
Un nobile della corte di Aquitania, Alberto, giunge in cerca di notizie di Guglielmo e viene intercettato dal diavolo, che ha ripreso le spoglie del consigliere Ridolfo, come nel primo atto, il quale spera di ottenerne la collaborazione nel tentativo di convincere il duca a riprendere la sua vita di un tempo. Ad aprire la porta del convento è Cuòsemo che battibecca vivacemente col diavolo di fronte alle considerazioni malevole che questi fa della vita monastica , ma alla fine mostra ai due Guglielmo, davanti all'altare, mentre, in estasi, si sta infliggendo la flagellazione circondato dagli angeli (aria dell'angelo, "Lascia d'offendere"). Il diavolo è inorridito, ma Alberto manifesta invece il suo desiderio di essere accolto lui stesso nel convento, mentre Cuòsemo fornisce una descrizione colorita della fame e degli stenti che caratterizzano la vista monastica (aria, "Veat'isso! siente di'").
Stremato dalle privazioni, Guglielmo si avvicina alla morte tra le braccia di Alberto resistendo all'ultima tentazione del demonio, che cerca di fargli dubitare del perdono finale per i suoi peccati, ma la fede del duca è oramai diventata incrollabile, dopo che Roma lo ha assolto e che lui ha scelto di darsi ad una vita di pianto. L'angelo saluta l'anima di Guglielmo che vola al cielo, mentre il diavolo ripiomba nell'inferno promettendo di tornare, con nuova furia, a riprendere la sua opera di dannazione (duetto, "Vola al ciel, anima bella").

## Registrazioni
| Anno | Cast (nell'ordine: L'Angelo, San Bernardo/Padre Arsenio, San Guglielmo, Alberto, Cuòsemo, il Demonio)                               | Direttore, Orchestra, Note                                                                 | Edizione                              |
| ---- | --- | ------------------------------------------------------------------------------------------ | ------------------------------------- |
| 1989 | Kate Gamberucci, Susanna Caldini, Bernadette Lucarini, Cristina Girolami, Giorgio Gatti, Peter Herron                               | Fabio Maestri, Orchestra da camera della Provincia di Terni (registrazione dal vivo, 1986) | CD Bongiovanni Catalogo: GB 2060/61-2 |
| 2020 | Caterina Di Tonno, Carla Nahadi Babelegoto/Federica Carnevale, Monica Piccinini, Arianna Manganello, Mario Sollazzo, Mauro Borgioni | Mario Sollazzo, Ensemble Alraune (registrazione su strumenti originali)                    | CD NovAntiqua Records Catalogo: NA39  |